# Phantomsiedlung
Phantomsiedlungen oder Papierstädte (englisch auch phantom settlements oder paper towns) sind Siedlungen, die auf Karten sind, aber nicht existieren.

## Entstehung
Sie sind entweder Tippfehler oder Plagiatsfallen. Bemerkenswerte Beispiele sind Beatosu and Goblu oder Agloe. Es gibt auch falsch benannte Siedlungen.
Neben Siedlungen können auch andere Merkmale auf Karten eingezeichnet sein, die nicht existieren, so waren in den amtlichen Landeskarten der Schweiz Fische oder Murmeltiere eingezeichnet.

## In den Medien
Im Film Margos Spuren aus dem Jahr 2015 geht es um die Papierstadt Agloe.